# Прин, Карин
Карин Прин (нем. Karin Prien, урождённая Краус, Kraus; род. 26 июня 1965, Амстердам) — немецкий юрист, политический и государственный деятель. Член «Христианско-демократического союза» (ХДС). Федеральный министр образования, семьи, пожилых граждан, женщин и молодёжи Германии с 6 мая 2025 года.

## Биография
Изучала право и политологию в Боннском университете.
Более 20 лет работала юристом.
С 2010 по 2018 год она была членом исполнительного совета ХДС Гамбурга, а с 2011 по 2017 год — членом парламента Гамбурга. С 2017 по 2025 год она занимала должность министра в Министерстве общего и профессионального образования, науки, исследований и культуры земли Шлезвиг-Гольштейн. В 2022 году она также была председателем Постоянной конференции министров образования и культуры земель Федеративной Республики Германия.
6 мая 2025 года назначена федеральным министром образования, семьи, пожилых граждан, женщин и молодёжи в коалиционном правительстве под руководством федерального канцлера Фридриха Мерца (ХДС). Сменила Лиза Паус, которая занимала пост с 25 апреля 2022 года.